# Sender Grenzach-Wyhlen
Der Sender Grenzach-Wyhlen war ein Füllsender des Südwestrundfunks (SWR) zur Verbreitung von UKW-Hörfunk und analogem Fernsehen. Er lag im Süden der Gemeinde Grenzach-Wyhlen in einem Industriegebiet, ca. 300 m von der Deutsch-Schweizerischen Grenze entfernt. Antennenträger war ein 110 Meter hoher Stahlfachwerkmast mit dreieckigem Querschnitt, der in zwei Ebenen nach drei Richtungen abgespannt war und 1961 errichtet wurde.  Warum für einen derart kleinen Füllsender ein solch aufwendiger Antennenträger zum Einsatz kam, ist unklar.
Der Sender wurde am 12. Dezember 2006 abgeschaltet und der stark baufällige Sendemast wurde anschließend segmentweise demontiert. Die einst von diesem Sender abgestrahlten Radioprogramme können in der Region Grenzach-Wyhlen weiterhin empfangen werden. Sie werden vom Fernsehturm St. Chrischona ausgestrahlt.
Das Gelände des Senders Grenzach-Wyhlen wurde an den Mobilfunkanbieter Vodafone verkauft, welcher an Stelle des einstigen Sendemasten im Jahr 2008 einen freistehenden Stahlfachwerkturm als Mobilfunk-Basisstation errichtete.

## Frequenzen und Programme

### Analoger Hörfunk (UKW) (abgeschaltet zum 12. Dezember 2006)
| Frequenz (MHz) | Programm               | RDS PS   | RDS PI | Regionalisierung  | ERP (kW) | Antennendiagramm rund (ND)/gerichtet (D) | Polarisation horizontal (H)/vertikal (V) |
| -------------- | ---------------------- | -------- | ------ | ----------------- | -------- | ---------------------------------------- | ---------------------------------------- |
| 92,3           | SWR3                   | __SWR3__ | D3A3   | Baden/Kurpfalz    | 0,05     | D                                        | H                                        |
| 96,4           | SWR2                   | SWR2_BW_ | D5A2   | Baden-Württemberg | 0,05     | D                                        | H                                        |
| 97,2           | SWR1 Baden-Württemberg | SWR1_BW_ | D301   | –                 | 0,05     | D                                        | H                                        |

### Analoges Fernsehen (PAL) (abgeschaltet zum 12. Dezember 2006)
| Kanal | Frequenz (MHz) | Programm                        | ERP (kW) | Sendediagramm rund (ND)/ gerichtet (D) | Polarisation horizontal (H)/ vertikal (V) |
| ----- | -------------- | ------------------------------- | -------- | -------------------------------------- | ----------------------------------------- |
| 25    | 503,25         | Das Erste (SWR)                 | 0,035    | D                                      | H                                         |
| 33    | 567,25         | ZDF                             | 0,02     | D                                      | V                                         |
| 58    | 767,25         | SWR Fernsehen Baden-Württemberg | 0,02     | D                                      | V                                         |